# La Guerre des insectes

La Guerre des insectes est une mini-série franco-suisse, réalisée par Peter Kassovitz et diffusée en janvier 1981 sur la TSR, et en mars de la même année sur Antenne 2, adaptée du roman de Jean Courtois-Brieux.

## Synopsis
L'Antinéa, un vieux cargo, vogue doucement sur l'océan Indien. À bord, un Japonais s'entraîne aux arts martiaux, un noir joue du blues à l'harmonica, le temps s'étire et passe, sans histoires. Dans les cales, pourtant, des insectes étranges, extrêmement prolifiques et voraces, et de plus résistants aux insecticides, grouillent sur les sacs de blé. Pendant ce temps, à Genève, au Bureau omninational de l'alimentation, Jean-Marc Haller, le sous-directeur, comprend que cette dangereuse cargaison risque de contaminer tout le stock céréalier du Wahdi, pays destinataire de la marchandise. En l'absence de son supérieur, le docteur Schiller, il doit prendre une décision importante sans pouvoir en référer à quiconque...  
   Alors qu’un journaliste commence à s’intéresser de près à l’affaire, les spécialistes finissent par identifier l’insecte. Il est issu d’une mutation d’un insecte originaire du Tibet. Dans l’urgence, il est décidé de réunir des experts mondiaux pour une mise en commun de leurs recherches afin d'éliminer la menace avant que les insectes ne prolifèrent, une étude démontrant qu'au vu de leur vitesse de reproduction, il ne leur faudrait que quelques mois pour venir à bout des réserves mondiales.   
    Dans le même temps, les autorités de divers pays vont chercher à suivre les déplacements des personnes qui auraient transporté, volontairement ou non, ces insectes...

## Fiche technique
- Réalisation : Peter Kassovitz
- Musique : Bernard Parmegiani
- Date de sortie : 1981
- Durée : 4 x 55 minutes

## Distribution
- Mathieu Carrière : Jean-Marc Haller
- Patrick Chesnais : Michel Servin
- Victoria Tennant : Helen Curtiss
- Miguel Fernandes : Mike Moheno
- Anémone
- Marie-Pierre Casey
- Bernard-Pierre Donnadieu